# Bülent Ulusoy
Bülent Ulusoy (* 7. Januar 1978 in Akabat, Kocaeli) ist ein ehemaliger türkischer Boxer. Er war unter anderem Teilnehmer der Olympischen Sommerspiele 2000 in Sydney und 2004 in Athen.

## Boxkarriere
Ulusoy gewann 1994 im Leichtgewicht die Kadetten-Europameisterschaft in Patras und 1995 im Halbweltergewicht die Junioren-Europameisterschaft in Siófok. Bei der Junioren-Weltmeisterschaft 1996 in Havanna schied er in der Vorrunde gegen den späteren Goldmedaillengewinner Timur Nergadse aus.
1997 gewann er nach einer Finalniederlage gegen Leonard Bundu die Silbermedaille im Weltergewicht bei den Mittelmeerspielen in Bari und startete bei der Weltmeisterschaft in Budapest, wo er in der zweiten Vorrunde gegen den späteren Olympiateilnehmer Francisco Calderón ausschied.
Bei der Europameisterschaft 1998 in Minsk unterlag er im Viertelfinale gegen den späteren Olympiateilnehmer Wadim Messga, siegte jedoch im Weltergewicht bei der Europameisterschaft 2000 in Tampere, nachdem er sich gegen Steven Küchler, Rikhard „Riku“ Lumberg, Darius Jasevičius und Valeriy Braschnyk durchgesetzt hatte. Als amtierender Europameister war er für die Olympischen Sommerspiele 2000 in Sydney qualifiziert und nahm im Weltergewicht teil, wo er einen 8. Platz erreichen konnte. Nach Siegen gegen Bae Jin-seok aus Südkorea und Dante Craig aus den Vereinigten Staaten, war er im Viertelfinale gegen den Moldauer Vitalie Grușac unterlegen.
2001 konnte er eine Bronzemedaille im Halbmittelgewicht bei der Weltmeisterschaft in Belfast erkämpfen. Er besiegte dabei unter anderem die späteren Olympiateilnehmer Khotso Motau und Jean Pascal, ehe er im Halbfinale knapp mit 19:20 gegen den späteren Weltmeister und zweifachen olympischen Medaillengewinner Marian Simion ausschied. Darüber hinaus gewann er im selben Jahr mit einem Finalsieg im Halbmittelgewicht gegen Benamar Meskine die Mittelmeerspiele in Tunis.
2002 unterlag er im Viertelfinale der Europameisterschaft in Perm gegen den späteren Goldmedaillengewinner Andrei Mischin, gewann jedoch 2003 im Weltergewicht die erstmals in Straßburg ausgetragenen EU-Meisterschaften. Er siegte dabei jeweils gegen Darren Barker, Donatas Bondorovas und Xavier Noël. Bei der Weltmeisterschaft 2003 in Bangkok siegte er gegen den späteren Olympiateilnehmer Wiktor Polyakow, verlor jedoch anschließend gegen den späteren Goldmedaillengewinner Lorenzo Aragón.
2004 nahm er an der Europameisterschaft in Pula teil, wo er im Achtelfinale gegen Oleksandr Bokalo ausschied. Dafür gewann er vier Monate später, mit einem Finalsieg im Weltergewicht gegen Vilmos Balog, erneut die EU-Meisterschaft in Madrid. Im Mai 2004 startete er bei der europäischen Olympiaqualifikation in Baku und erreichte mit Siegen gegen James Moore, Sebastian Zbik, Neil Perkins und Vitalie Grușac den ersten Platz, wodurch er sich für die Olympischen Sommerspiele 2004 in Athen qualifizierte. Dort besiegte er in der Vorrunde Ellis Chibuye aus Sambia, unterlag jedoch im Achtelfinale gegen den Usbeken Schersod Hussanow, wodurch er einen 9. Platz erreichte.
2005 gewann er im Weltergewicht erneut die in Almería ausgetragenen Mittelmeerspiele und nahm an der Weltmeisterschaft desselben Jahres in Mianyang teil, wo er in der zweiten Vorrunde gegen Vitalie Grușac verlor.
Bei der EU-Meisterschaft 2006 in Pécs verlor er im Finale gegen István Szili und sicherte sich so die Silbermedaille im Weltergewicht, zudem scheiterte er im Achtelfinale der Europameisterschaft in Plowdiw gegen den späteren Gewinner Andrei Balanow, nachdem er zuvor Jaoid Chiguer geschlagen hatte.
Bei der europäischen Olympiaqualifikation 2008 in Pescara ging er im Mittelgewicht an den Start, verlor jedoch im Achtelfinale gegen Nikolai Wesselow.